# Юджин Френке
Юджин Френке (1 січня 1895 — 10 березня 1984) — кінопродюсер, режисер та сценарист. Він двічі співпрацював з режисером Джоном Г'юстоном у фільмах «Небо знає, містер Елісон» та «Варвар і Гейша» .
Він був одружений зі своєю одноліткою, українкою за походженням, актрисою Анною Стен, з 1932 року до своєї смерті у 1984 році. Вона з'явилася в ряді його фільмів.

## Часткова фільмографія
- Дівчина у справі (1934)
- Повернення життя (1935)
- Одинока жінка (1936)
- Міс Робін Крузо (1954)
- Хіба що небеса знають, містер Еллісон (1957)
- Варвар і Гейша (1958)